# Virolon
Le virolon est un jeu de hasard.

## Fonctionnement
Le virolon se joue grâce à un plateau rond et en légère cuve, une toupie et de six petites billes. Il y a douze trous sur le plateau, sur lesquels doivent s'arrêter les billes, éjectées du centre par le mouvement de la toupie.

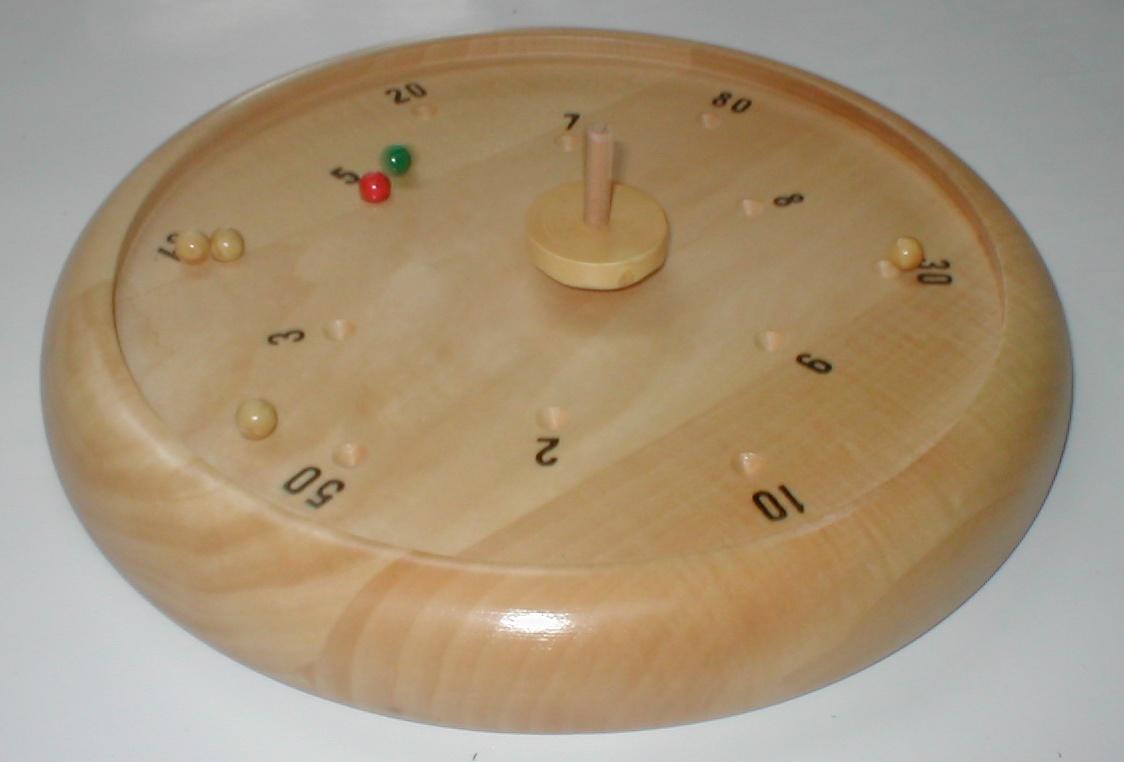
Un plateau de virolon.

Chaque trou a une valeur indiquée, par exemple de 0 à 1 000 points. Le but du jeu est d'obtenir une valeur additionnée la plus élevée possible. Selon les variantes, la valeur du trou portant la bille rouge peut être doublée, et la valeur du trou portant la bille verte soustraite du total. Si une bille tombe sur le 0, toutes les autres billes se retrouvent sans valeur et le joueur a perdu.

Ce jeu peut aussi s'appeler « giroulette ».